# Majsbröd

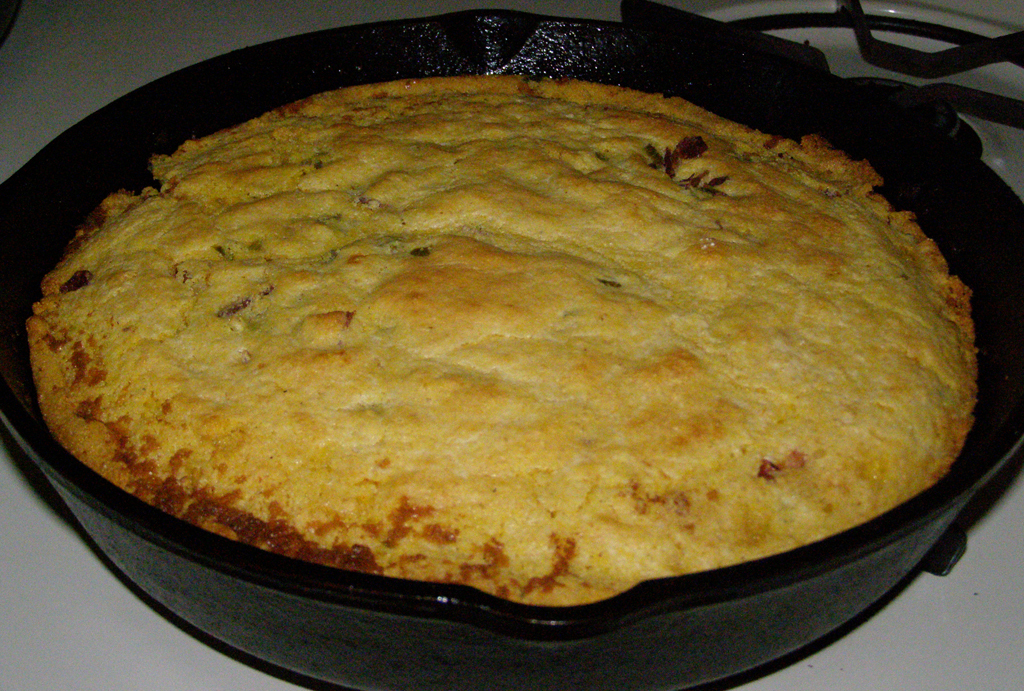
Majsbröd bakat i stekpanna.

Majsbröd är ett gult bröd med majsmjöl som huvudingrediens. 
Typiska ingredienser är majsmjöl, bakpulver, salt, ägg och matolja. Detta bröd kommer ursprungligen från den amerikanska södern.